# SN 2008Y
SN 2008Y – supernowa typu Ia odkryta 6 lutego 2008 roku w galaktyce M+09-19-39. W momencie odkrycia miała maksymalną jasność 17,70m.